# Thomas Mun
Thomas Mun (getauft am 17. Juni 1571 in London; † 21. Juli 1641 ebenda) war ein englischer Kaufmann und Ökonom.

## Leben
Mun stammte aus einer Kaufmannsfamilie, kam zu Wohlstand im Mittelmeerhandel. 1615 wurde er Direktor der British East India Company. Er verfasste ab 1620 zahlreiche Schriften zu ökonomischen Themen. Durch seine berufliche Tätigkeit und theoretische bzw. publizistische Arbeit war er der führende Vertreter des Merkantilismus in England.
Sein England's Treasure By Foreign Trade war über mehr als ein Jahrhundert das "Evangelium des Merkantilismus".

## These
Das gewöhnliche Mittel, unsern Staatsschatz zu vermehren, ist der Außenhandel, wobei wir folgende Regel beachten müssen: jährlich an Ausländer mehr verkaufen, als wir von ihnen verbrauchen. (positive Außenhandelsbilanz (Exporte > Importe) als Indikator für den Bestand des Staatsschatzes)

## Werke
- A Discourse of Trade from England into the East Indies, 1621
- England's Treasure By Foreign Trade, 1664 (postum)  Ausgabe 1664 Digitalisat Ausgabe 1698